# Seb Stegmann
Pour les articles homonymes, voir Stegmann.

a Compétitions nationales et continentales officielles uniquement.

b Matchs officiels uniquement.
Dernière mise à jour le 20 mars 2025.
Seb Stegmann, né le 12 avril 1989 à Isleworth (Angleterre), est un joueur anglais de rugby à XV évoluant au poste d'ailier.

## Biographie
En 2005, Seb Stegmann est sélectionné et joue avec l'équipe d’Angleterre de rugby à XV des moins de 16 ans ainsi que pour l'équipe d'Angleterre universitaire des moins de 18 ans. Il fait sa première apparition avec le maillot des Harlequins le 25 août 2007 lors d'un match amical contre les Northampton Saints ; il inscrit deux essais lors de ce premier match. En 2008, il joue le Tournoi des six nations des moins de 20 ans ainsi que le Championnat du monde junior. Étant blessé, il ne joue pas la saison 2009-2010. Il reprend le rugby lors de la préparation de la saison 2010-2011.

## Palmarès
- Finaliste du Championnat du monde junior en 2008 avec l'équipe d'Angleterre des moins de 20 ans.